# Blaarthemse Watermolen
De Blaarthemse Watermolen was een watermolen op de Gender in Blaarthem, dat tegenwoordig een onderdeel is van Gestel.
Deze watermolen lag tegenover het Kasteel Blaarthem en werd voor het eerst vernoemd in 1344. Het is niet bekend wanneer deze watermolen is gesloopt.

## Nabije watermolens
Stroomafwaarts vond men de Woenselse Watermolen op de Dommel, en stroomopwaarts zijn er geen watermolens bekend.